# Carnevale di Acireale

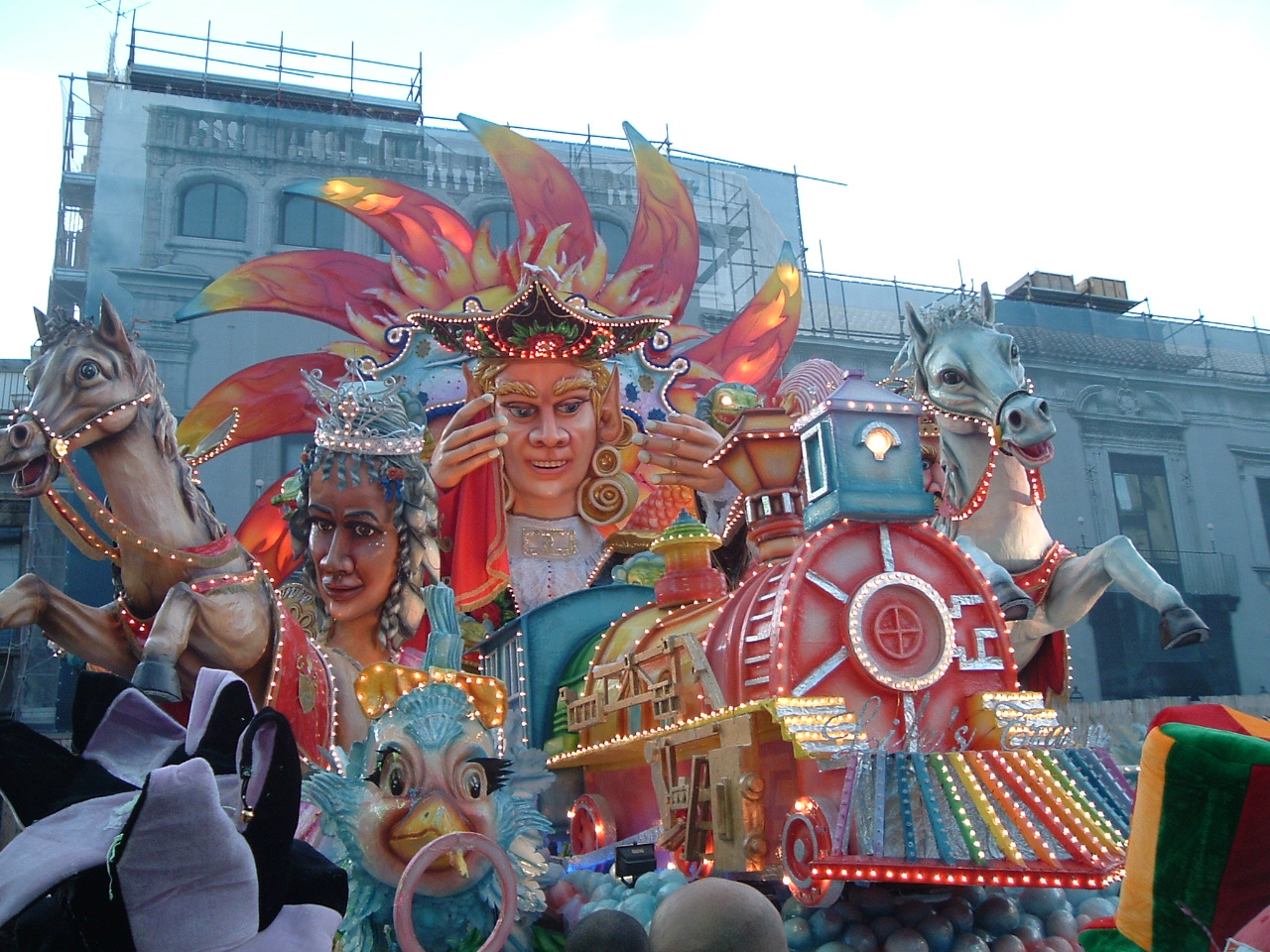
Carro Allegorico vincitore edizione 2006 «La prossima mossa» (Cant.Parlato).

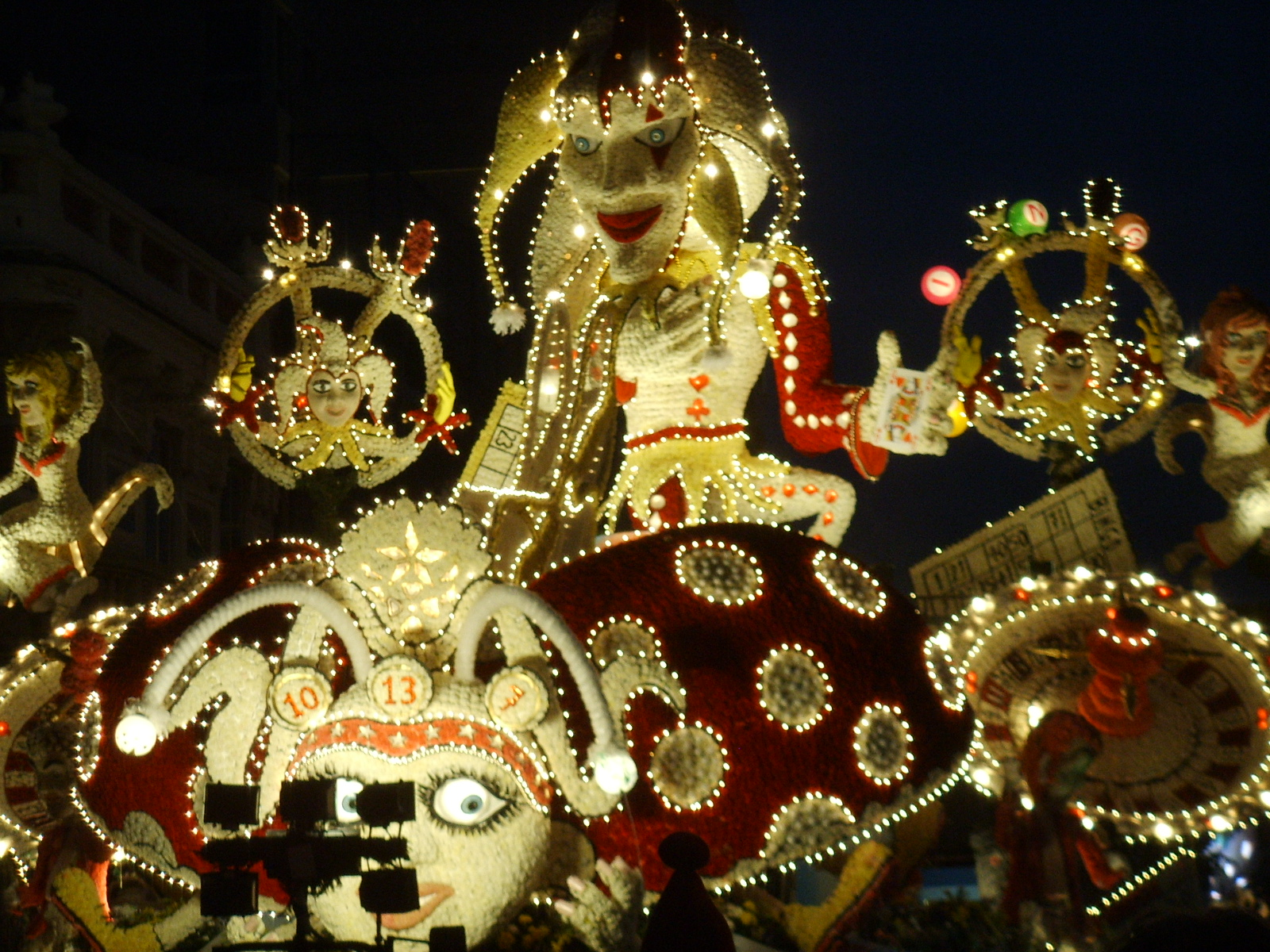
Carro Infiorato vincitore edizione 2008 «Giù la maschera» (Francesco Cavallaro)

Il carnevale di Acireale, considerato uno dei più importanti carnevali d'Italia, d'Europa e del Mondo, si svolge ogni anno nella città di Acireale. Tra le sue caratteristiche vi è la sfilata dei carri allegorici e di quelli infiorati.
La sfilata dei carri allegorico-grotteschi in cartapesta si svolge ogni anno durante il carnevale. I carri danno il loro spettacolo attraverso migliaia di lampadine e luci, movimenti spettacolari e scenografie in continua evoluzione durante le esibizioni.
Oltre ai carri in cartapesta, inoltre, l'ultima settimana sfilano anche i carri infiorati (che dal 2014 al 2019 erano invece protagonisti di una manifestazione apposita, il "Carnevale dei fiori" - o, fino al 2019 "Festa dei fiori" - che si svolgeva ogni anno ad aprile), accorpati nuovamente al Carnevale invernale a partire dall'edizione 2020. Queste opere hanno la caratteristica, simile a quella di diversi carnevali della Costa Azzurra e della Liguria, di mostrare soggetti creati interamente con fiori veri disposti uno a fianco all'altro. Sono anch'essi dotati di movimenti meccanici e luci.

## Origini
Il carnevale acese ha origini antichissime. 
Si pensa, infatti, che la manifestazione sia nata spontaneamente fra la gente e quindi ripetuta negli anni dal popolo, che libero dai rigidi vincoli, poteva con una certa libertà scherzare, dando luogo a saturnali in maschera dove era uso prendere di mira i potenti del tempo con satira e sberleffi. Una delle prime maschere del carnevale acese fu l'Abbatazzu (detto anche Pueta Minutizzu) che, portando in giro grossi libri ironizzava sulla classe clericale del tempo, ed in special modo sull'Abate-Vescovo di Catania, nella cui diocesi ricadeva per l'appunto la cittadina.

## Prime fonti documentali
Il primo documento ufficiale che cita la manifestazione è un mandato di pagamento del 1594.
Nel XVII secolo era usanza fare una battaglia di arance e limoni tanto sentita che il 3 marzo del 1612 la Corte Criminale fu costretta a bandirla per porre fine a gravi fatti che sfociavano spesso nel ferimento delle persone o provocavano consistenti danni alle cose.
Nel 1693 il terremoto che sconvolse la Sicilia orientale (terremoto del Val di Noto) decretò anche un periodo di lutto e per diversi anni il tradizionale carnevale non si tenne. Ma già ai primi del XVIII secolo la manifestazione rinasceva, probabilmente anche incoraggiata dal momento di grande fermento e di speranze che si era venuto a creare con la ricostruzione post-sisma. Entrarono in scena alcune maschere nuove  'u baruni (il barone) ed i famosissimi Manti.
Dal 1880 iniziarono le sfilate dei carri allegorici. Inizialmente furono preceduti delle carrozze dei nobili addobbate (detti le cassariate o landaus) e successivamente vennero pensati i carri in cartapesta. Si pensò proprio alla cartapesta perché in città vi erano molti artigiani che già utilizzavano questa tecnica per decorazioni.
Dal 1929, anno della istituzione dell'Azienda Autonoma e Stazione di Cura di Acireale, il Carnevale Acese viene organizzato così come lo si può ammirare oggi. Dal 1930 vennero introdotte le macchine infiorate, ovvero auto addobbate di fiori, altra peculiarità della manifestazione che sopravviverà sino ai giorni nostri, pur se ormai allestiti in carri ben più grandi.
In alcune edizioni verranno anche creati dei carri addobbati con agrumi.
Del 1934 è la prima edizione del Numero Unico, a cura del locale Circolo Universitario, una pubblicazione destinata ad accompagnare tutte le edizioni.
Nel secondo dopoguerra vi sarà l'introduzione dei minicarri (detti Lilliput) all'interno dei quali vi era un bambino. L'usanza dei minicarri durerà però solo sino alla fine degli anni sessanta. Cola Taddazzu e Quadaredda, ai quali successe il popolarissimo Ciccitto (l'indimenticato Salvatore Grasso) furono alcuni dei personaggi più famosi.

## Epoca contemporanea

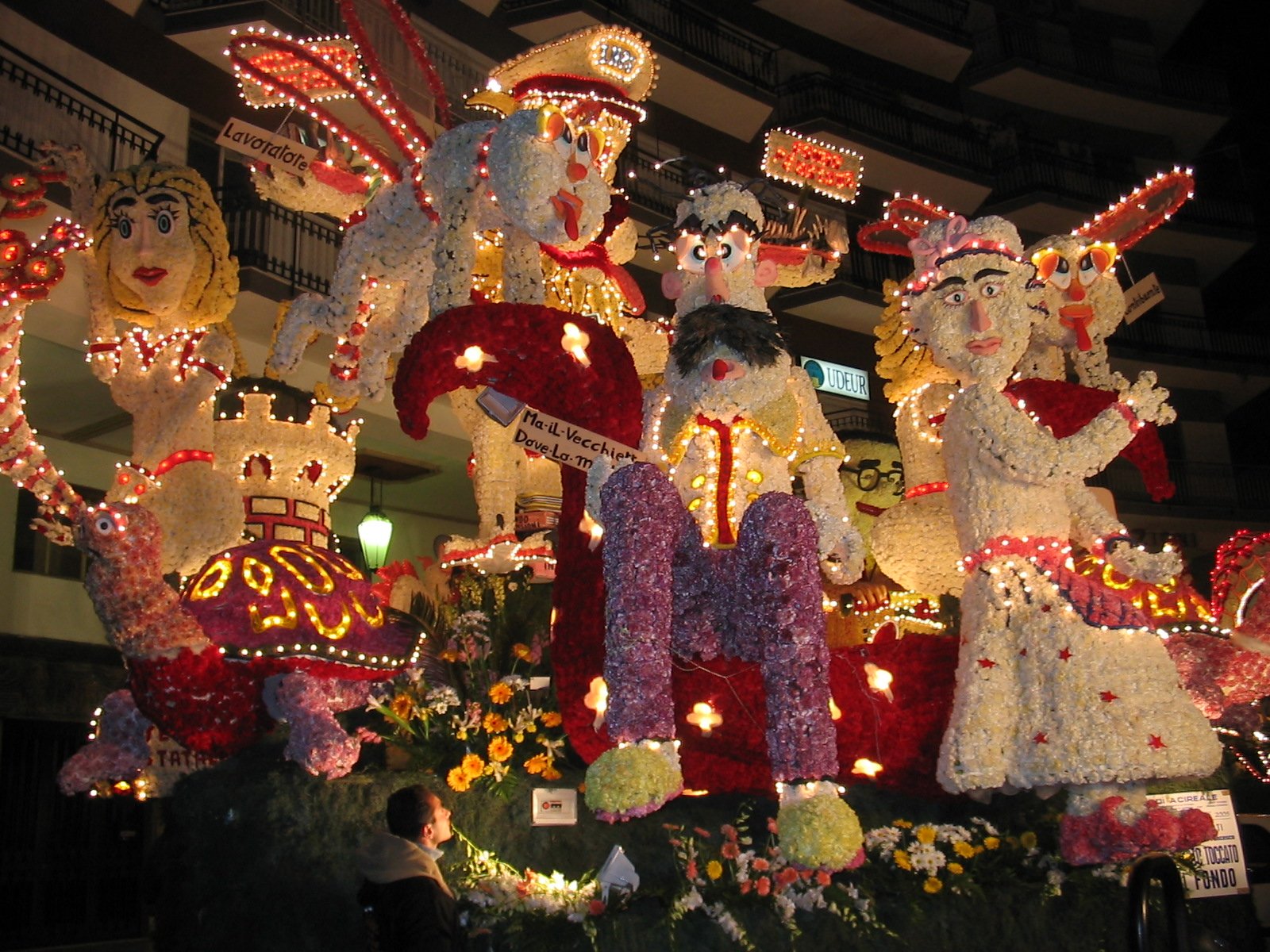
Carro infiorato, edizione 2005.

La manifestazione sarà interrotta, oltre che alla fine del XVII secolo anche nei periodi bellici durante le due guerre mondiali del XX secolo.
È posticipata nel 1991, come precauzione di sicurezza per la contemporanea Guerra del Golfo.
Nel 1996, 1997, 2001 e 2006 la manifestazione è abbinata alla lotteria di Carnevale, del Monopolio di Stato.
Nel 2006 è assegnato alla manifestazione il premio europeo Alberto Sargentini dall'omonima fondazione di Viareggio.
Nel 2010 il Carnevale di Acireale è stato abbinato, ancora una volta, alla Lotteria Nazionale e al Carnevale di Viareggio, manifestazioni gemellate insieme ad altri Carnevali italiani.
Negli anni la figura dei Carristi ha sospinto ed aumentato il valore artistico della manifestazione. Tra i carristi più importanti si ricordano Sebastiano Longo, Rosario Lizzio, Camillo Ardizzone e i figli Sebastiano e Giuseppe, Giovanni Coco, i Fratelli Parlato e Luciano Scalia.

Dettagli di Carri allegorico - grotteschi edizione 2020

## Le maschere storiche

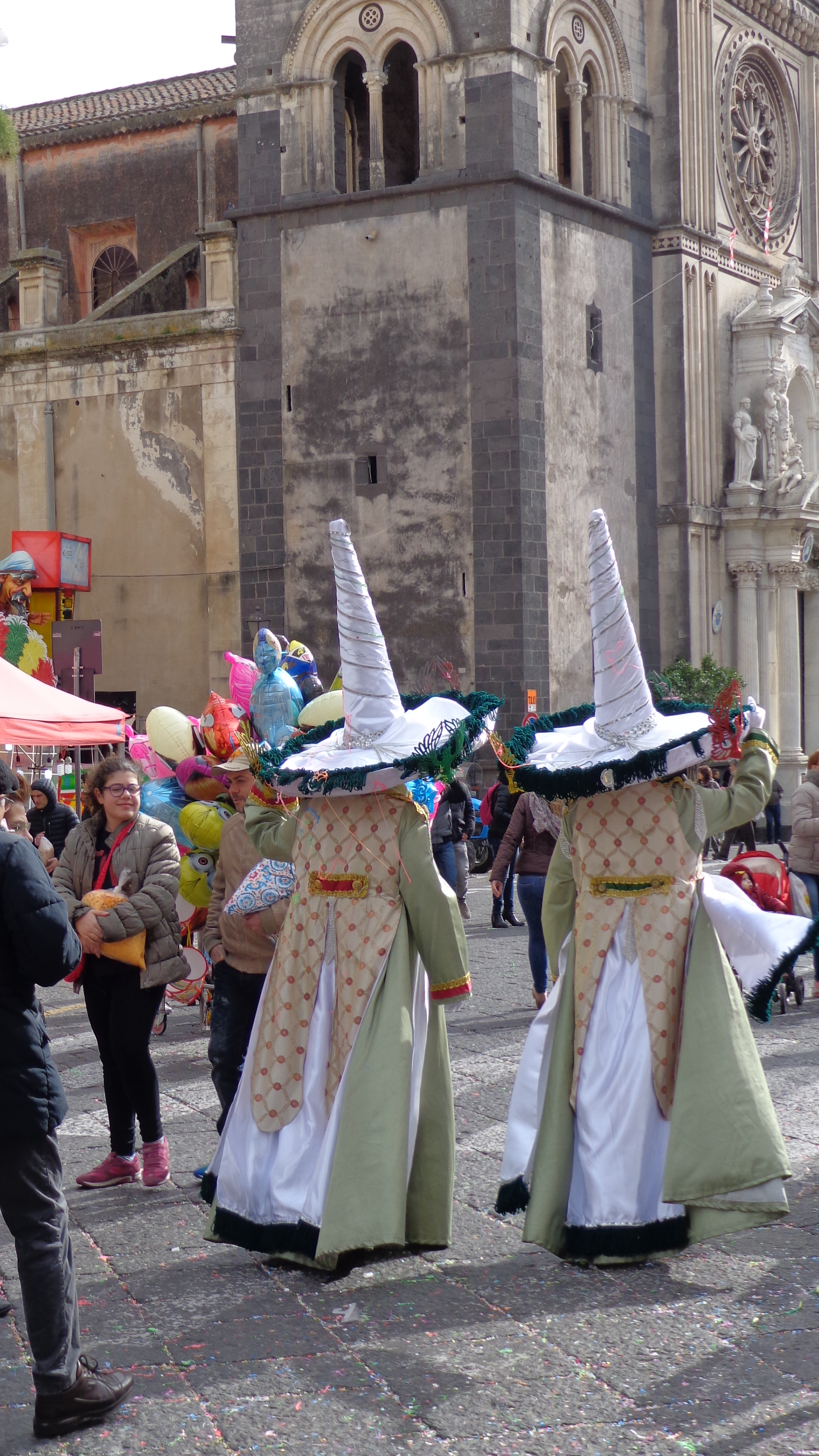
Messico e Tardo Barocco Acese.

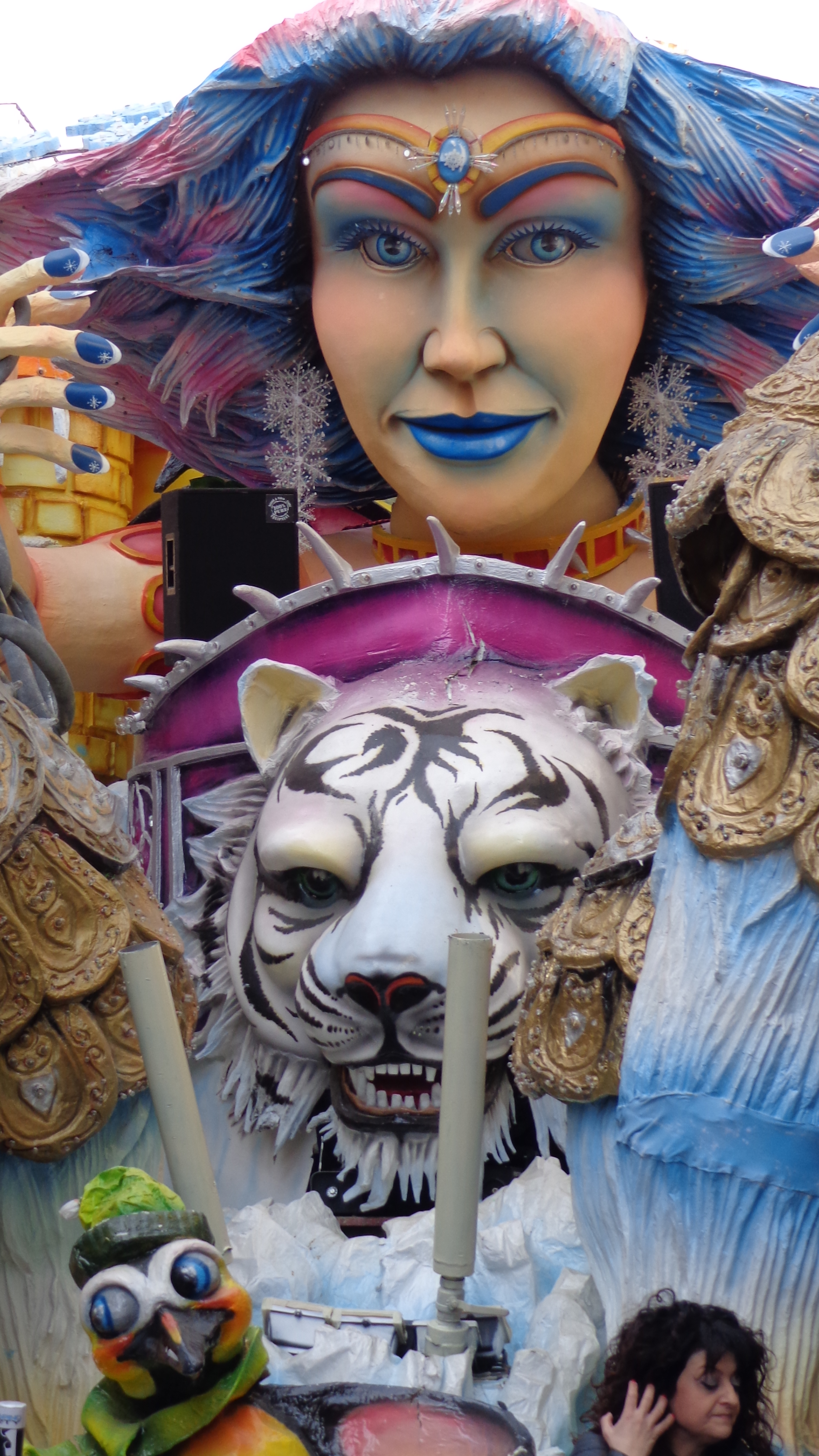
La donna dei ghiacciai, particolare del carro allegorico «Prima Che Sia Tardi».

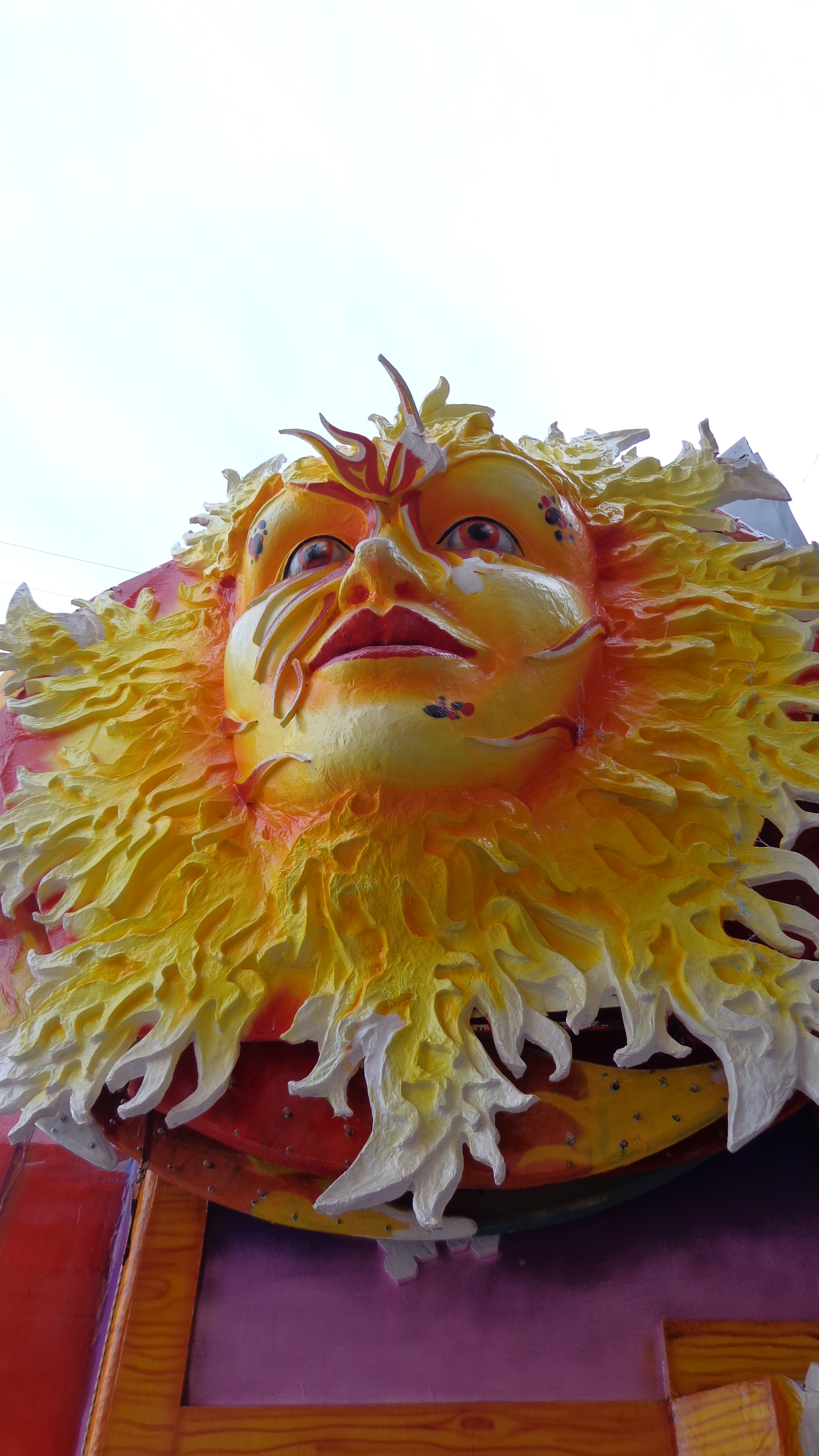
Particolare del carro allegorico «Prima Che Sia Tardi».

### L'Abbatazzu
L'Abbatazzu fu una delle maschere antiche del carnevale acese, storicamente in uso dal 1667. Vestiti in maniera stravagante, usavano portare grandi parrucche bianche in testa, indossavano abiti di damasco ricchi di fronzoli ed andavano in giro con grossi libri. Avevano un grande tovagliolo appeso al collo, che era un antico segno dato alle persone infette e probabilmente aveva l'intento di esorcizzare le paure di un periodo storico (il XVII secolo) travagliato da gravi pandemie. L'Abbatazzu era anche detto Pueta Minutizzu perché soleva recitare delle poesie grottesche e maliziose. Secondo alcuni storici, la maschera ironizzava sulla classe clericale del tempo, ed in special modo sull'abate-vescovo di Catania, monsignor Michelangelo Bonadies, nella cui diocesi ricadeva per l'appunto la cittadina.

### IBaruni
Il Baruni fu la maschera successiva del più famoso Abbatazzu.

### IMantied iDomino
I Manti furono la figura che ebbe più successo nella tradizione del carnevale acese. Coperti da grossi mantelli di seta nera, che celavano l'identità, furono paragonati ai Bautta veneziani. La figura fu poi sostituita nel tempo dal Domino. Anche il Domino era una maschera completamente nera che celava l'identità, ma con vesti meno ricche. Il costume fu poi bandito per motivi di pubblica sicurezza nei primi anni del XX secolo, poiché alcuni malviventi usavano travestirsi per poi confondersi tra la folla intenta a festeggiare il carnevale, dopo aver compiuto delitti.

### Cola Taddazzu,Quadareddaed altri personaggi acesi
Cola Taddazzu, Quadaredda e  Nunziu Setti Cappeddi  furono personaggi molto popolari negli anni cinquanta del XX secolo, mentre nel successivo decennio, sino agli anni settanta, ad animare le serate del carnevale partecipava Salvatore Grasso detto Ciccitto, conosciutissimo fra gli acesi.

## La manifestazione oggi
Il carnevale oggi si svolge nello scenario barocco del centro storico, ha il suo centro nella piazza Duomo. Vede la folla partecipare attivamente alla manifestazione, che viene trascinata dal generale clima allegro ed euforico. Gemellato con il Carnevale di Viareggio vi è anche la partecipazione di alcuni costumi del Carnevale di Venezia.
Nel 2017, il giornale inglese The Guardian del 23 gennaio 2017/01/23 inserisce il Carnevale di Acireale tra i 10 più belli d'Europa:
- Festivals:10 of Europe’s best alternative carnivals
It’s carnival season in Europe in the lead up to Mardi Gras. We round-up some of the best, beyond the most famous, from festivals dating back centuries to epic parties in Cádiz, Basel and Sicily
Il programma tradizionale prevede la sfilata dei carri di cartapesta il giovedì, la domenica ed il martedì grasso, mentre i carri infiorati sfilano il lunedì ed il martedì. 
Da alcuni anni tuttavia il programma è mutato, i carri allegorici sfilano anche le due domeniche precedenti e l'ultimo sabato, le macchine infiorate sfilano tutti i giorni dall'ultimo sabato al martedì grasso. I carri infiorati, invece, come s'è detto, sfilano in un'apposita manifestazione (denominata, per l'appunto, Carnevale dei fiori) che si tiene nel mese di aprile. La manifestazione si chiude comunque la sera del martedì grasso con le premiazioni ed i tradizionali fuochi d'artificio con cui si vuole bruciare il Re Carnevale. 
Caratteri peculiari della manifestazione sono:

### Carri Allegorico-Grotteschi
Sono grandi costruzioni in cartapesta, più precisamente in cartone romano, che trattano argomenti di satira e costume sociale. Sono caratterizzati oltre che dal soggetto, anche dal colore, ma soprattutto dagli effetti combinati di luci e movimenti di alcune parti che generalmente si attivano appena giunti in Piazza Duomo, Piazza Indirizzo, Villetta Garibaldi e Porta Gusmana. I carristi lavorano nei cantieri, fra la progettazione e la realizzazione per diversi mesi. Da circa 30 anni alla realizzazione dei carri è dedicata un'apposita area coperta dove trovano spazio i diversi cantieri.

### Cartapesta e cartone romano
I carri allegorico grotteschi dei maestri carristi acesi sono realizzati in cartone romano. La differenza tra la cartapesta e il cartone romano consiste nelle tecniche di lavorazione, che rispondono ad esigenze differenti. Mentre la cartapesta è sostanzialmente un impasto di carta e colla, il cartone romano è il risultato della stratificazione di fogli di carta e colla. Il cartone romano risulta più elastico e deformabile, pertanto maggiormente resistente alle sollecitazioni fisiche a cui i carri sono soggetti nei loro movimenti.

### Carri Infiorati
Introdotti nel 1931, inizialmente erano delle automobili ricoperte di fiori, e per questo chiamate da molti ancora le Macchine Infiorate. Oggi invece sono dei carri di grandi dimensioni dove le figure sono composte da centinaia di migliaia di fiori con movimenti e luci.

### Carri in Miniatura
Sono carri di piccole dimensioni realizzati minuziosamente per il concorso divenuto ormai tradizionale e che si tiene nel periodo dei festeggiamenti. Alcuni dei carri in miniatura sono proprio miniature dei carri allegorico-grotteschi che sfilano per le strade.
- Immagini dei "Carri in Miniatura" [collegamento interrotto], su carnevalediacireale.it.

### Giostre
In occasione della festa viene impiantato vicino al largo Francesco Vecchio (centro com)
 un Luna Park itinerante.

### Numero Unico
Si tratta di una pubblicazione di satira locale redatta dai soci del locale Circolo Universitario ininterrottamente dal 1932, e che ormai è entrata nella tradizione del carnevale acese.
- Copertine del Numero Unico dal '34 ad oggi [collegamento interrotto], su carnevalediacireale.it.

## Itinerario
Il circuito del Carnevale dal 2019 è chiuso con ingresso a pagamento. L'itinerario - a forma triangolare - comprende e si sviluppa da piazza Duomo, Corso Umberto, Piazza Indirizzo, Corso Italia e Corso Savoia.

## Edizione 2022
Carri allegorico - grotteschi:
|   | Denominazione                                    | Tema | Cantiere                                                     |
| - | ------------------------------------------------ | ---- | ------------------------------------------------------------ |
| 1 | "Selva Oscura"                                   |      | Cantiere Ardizzone, titolare Sebastiano Ardizzone            |
| 2 | "Gatta ci Covid"                                 |      | Cantiere Cavallaro- Principato, titolare Francesco Cavallaro |
| 3 | "I Tartassati"                                   |      | Cantiere Scalia, titolare Rosario Scalia                     |
| 4 | "Incanto"                                        |      | Cantiere Cama, titolare Carmelo Messina                      |
| 5 | "L'ombra Cinese"                                 |      | Cantiere Mario Principato, titolare Mario Principato         |
| 6 | "Migr...azioni del destino - il volo della vita" |      | Cantiere Coco, titolare Salvatore Coco                       |
| 7 | "Di che colore sei"                              |      | Cantiere Arte e cultura, titolare Giuseppe Cavallaro         |
| 8 | "Distanti ma Uniti"                              |      | Cantiere MSM, titolare Sebastiano Arcidiacono                |
| 9 | "Una vita da Precario"                           |      | Cantiere Amico,titolare Alberto Amico                        |
|   |                                                  |      |                                                              |

Carri infiorati:
|   | Denominazione                 | Tema | Cantiere                                                                 |
| - | ----------------------------- | ---- | ------------------------------------------------------------------------ |
| 1 | "Il cerchio della vita"       |      | Cantiere Artisti dei fiori dei fratelli Orazio, Alessio e Seby Cavallaro |
| 2 | "Su la mascher...ina"         |      | Cantiere Spinosa                                                         |
| 3 | "Freedom"                     |      | Cantiere Riolo                                                           |
| 3 | "Ghiaccio Bollente"           |      | Cantiere I nuovi mastri fiorai fratelli Sardo                            |
| 5 | "La violenza dell'essere"     |      | Cantiere Gli antichi mastri fiorai                                       |
| 6 | "Mavaria,che terribile magia" |      | Cantiere Urso                                                            |

## Nella cultura di massa
- Il Carnevale di Acireale fa da sfondo nel film erotico La perdizione.

## Galleria d'immagini

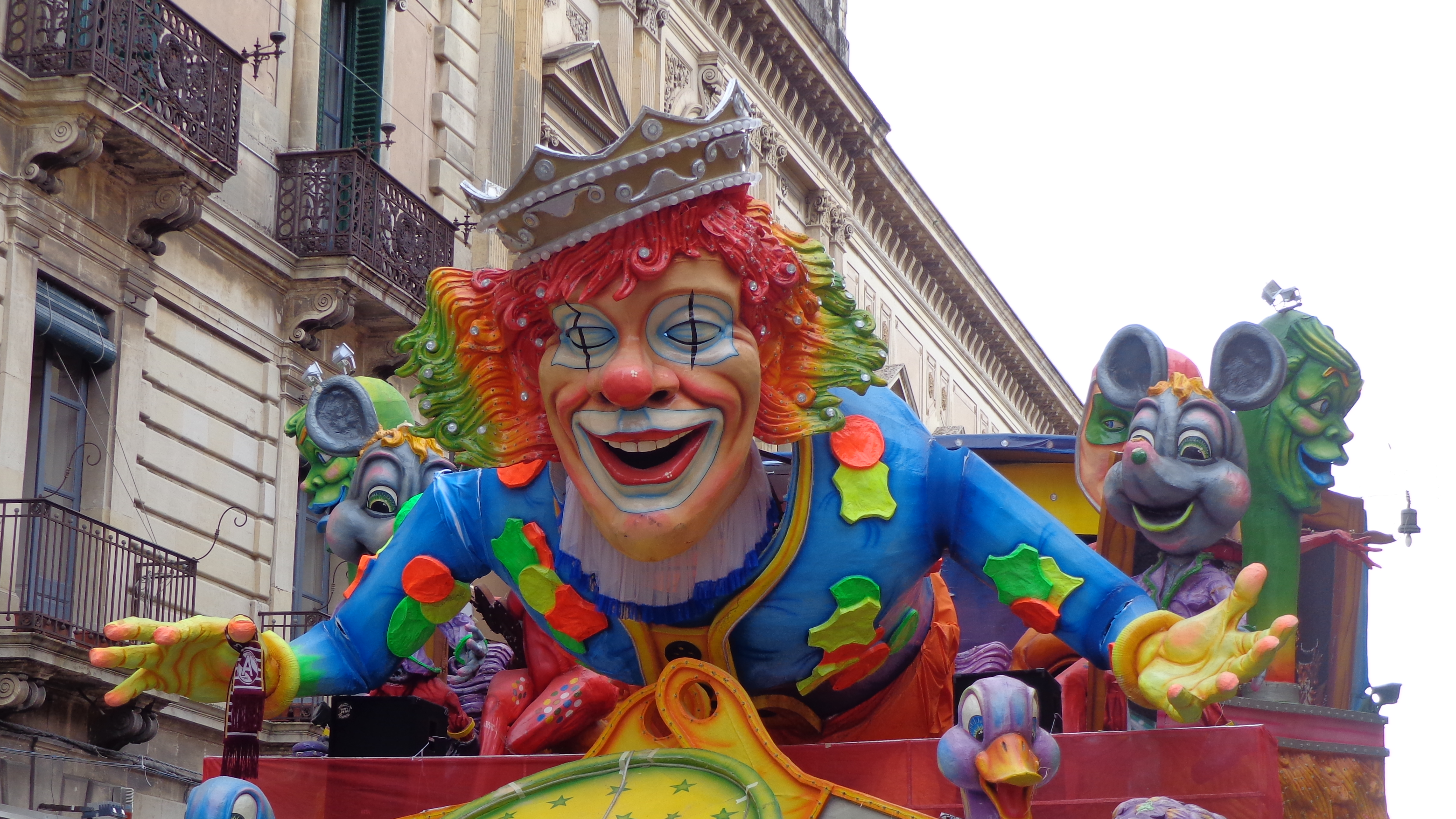
Re Carnevale, particolare del carro allegorico «Sognando Un Carnevale Che Impazza E Schiamazza»
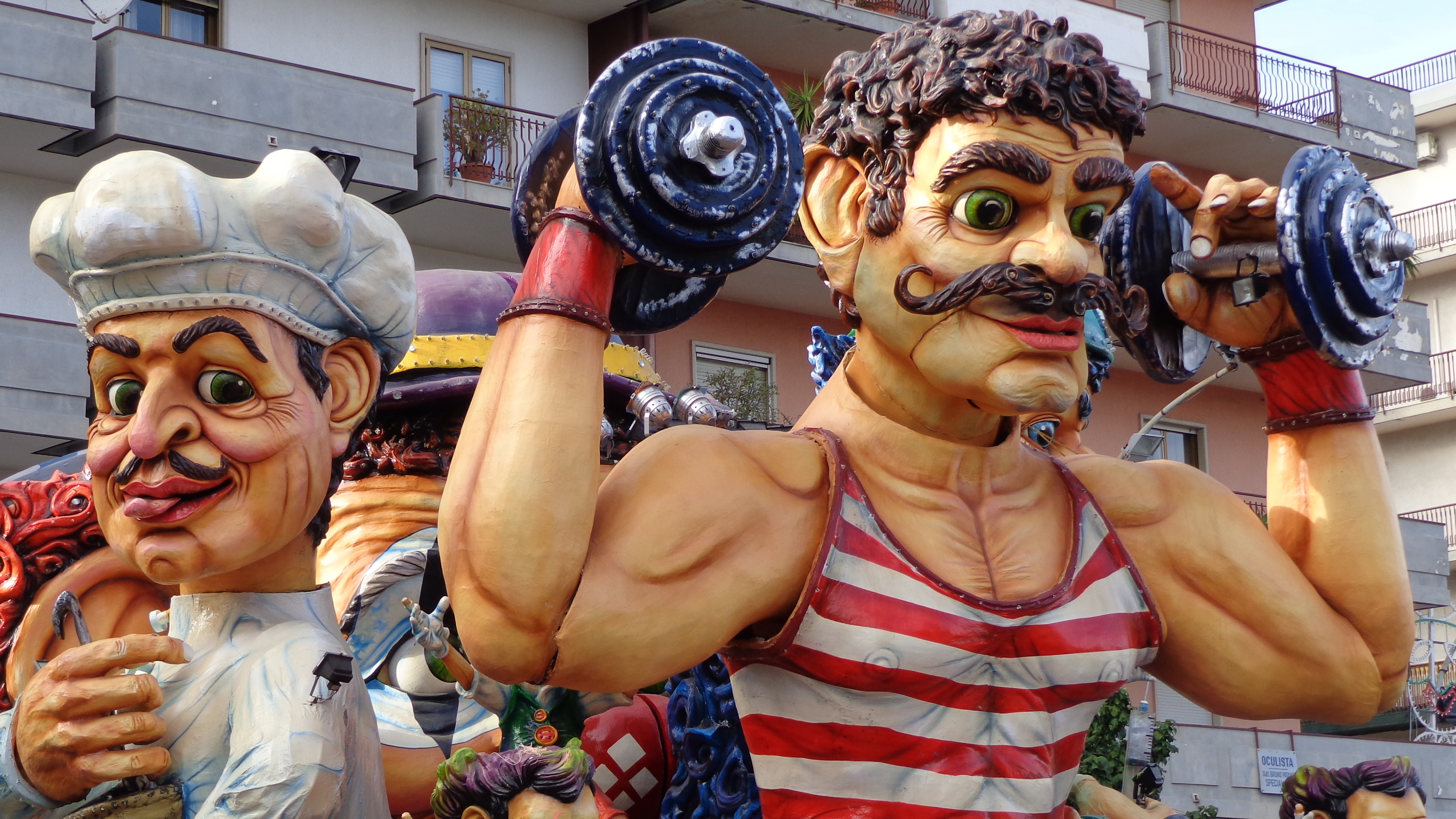
Particolare del carro allegorico «Tutti Matti Per Vivere»
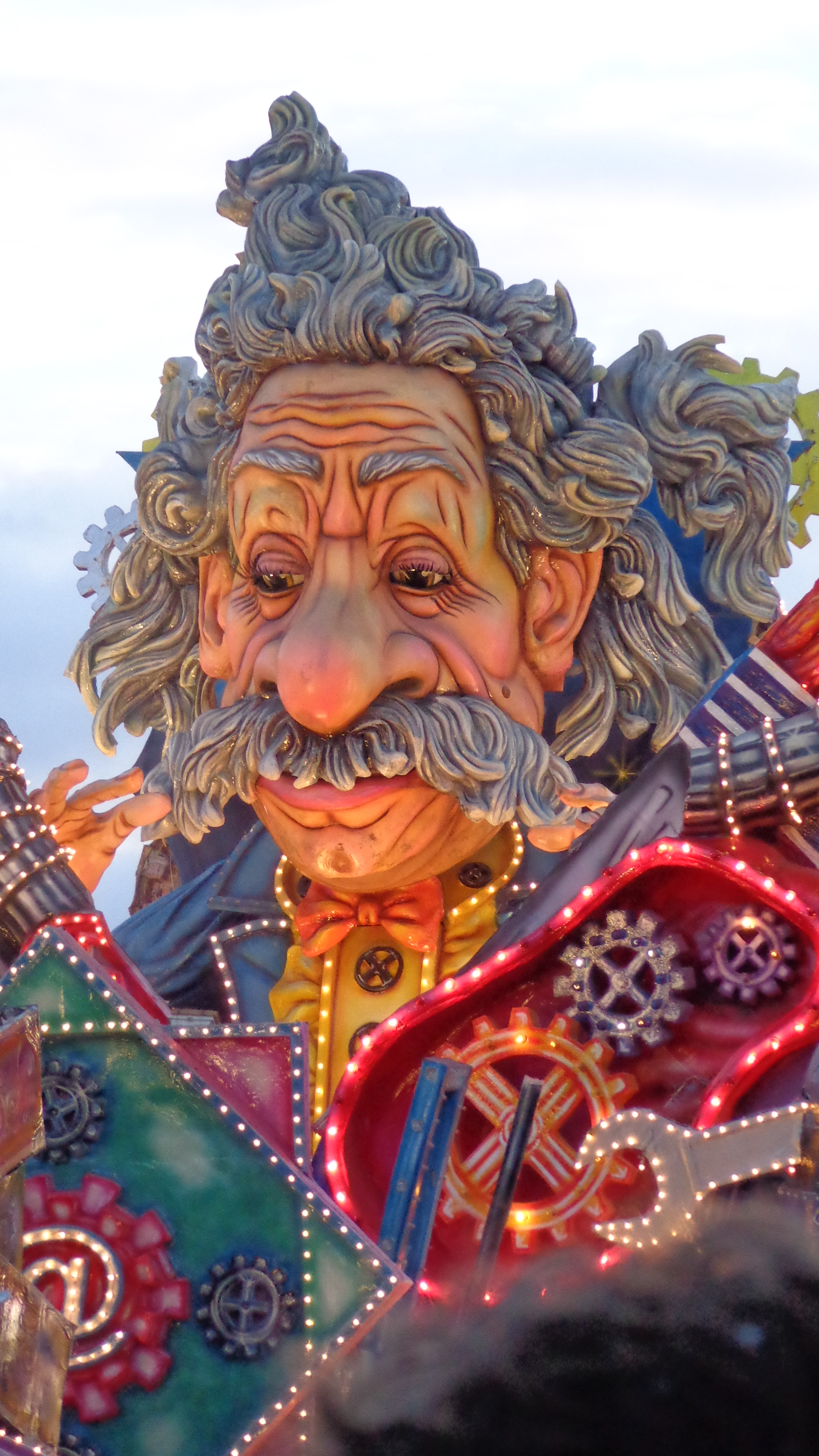
Albert Einstein
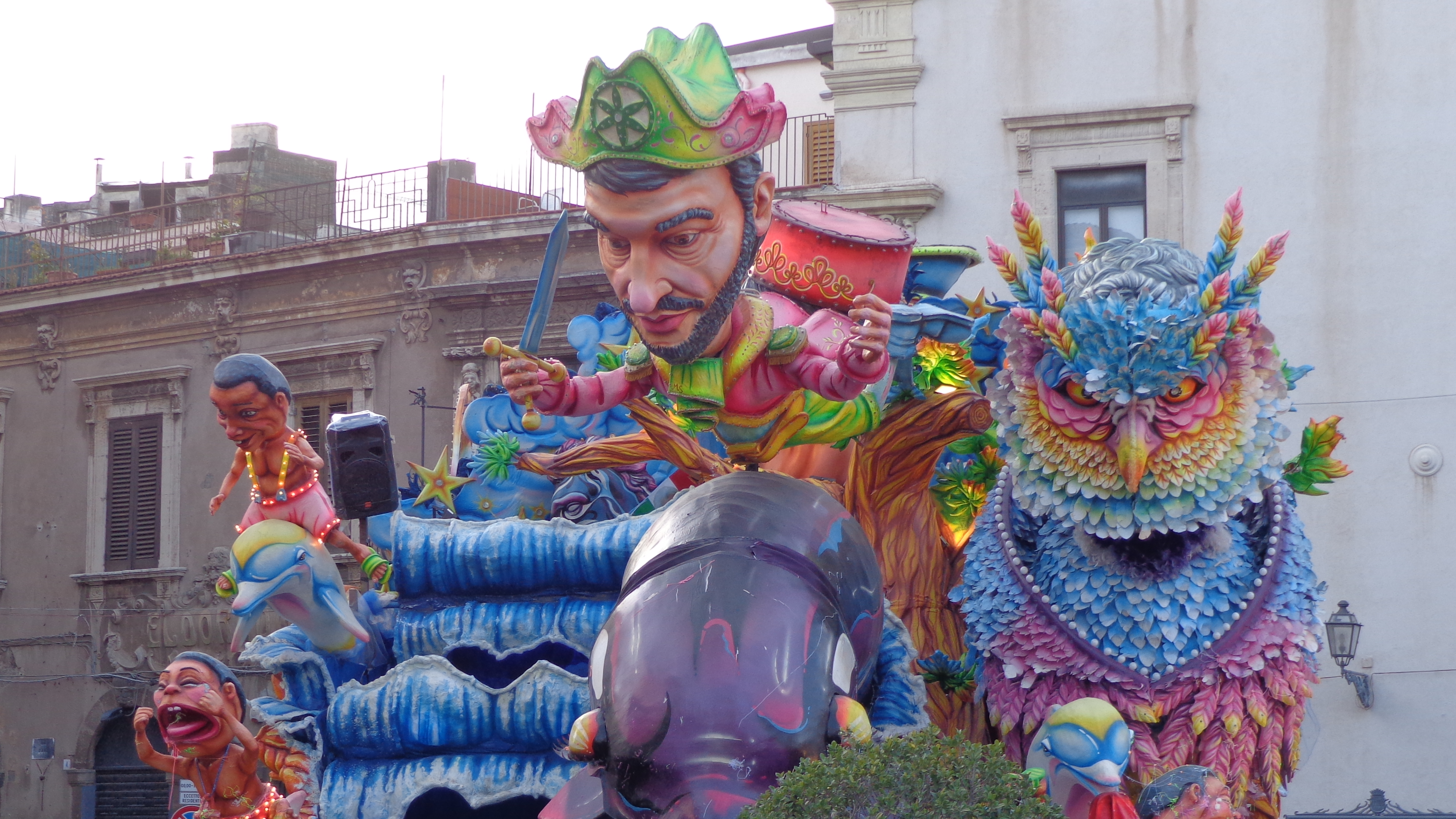
Matteo Salvini e il gufo Beppe Grillo, particolare del carro allegorico «Papa Nostrum»
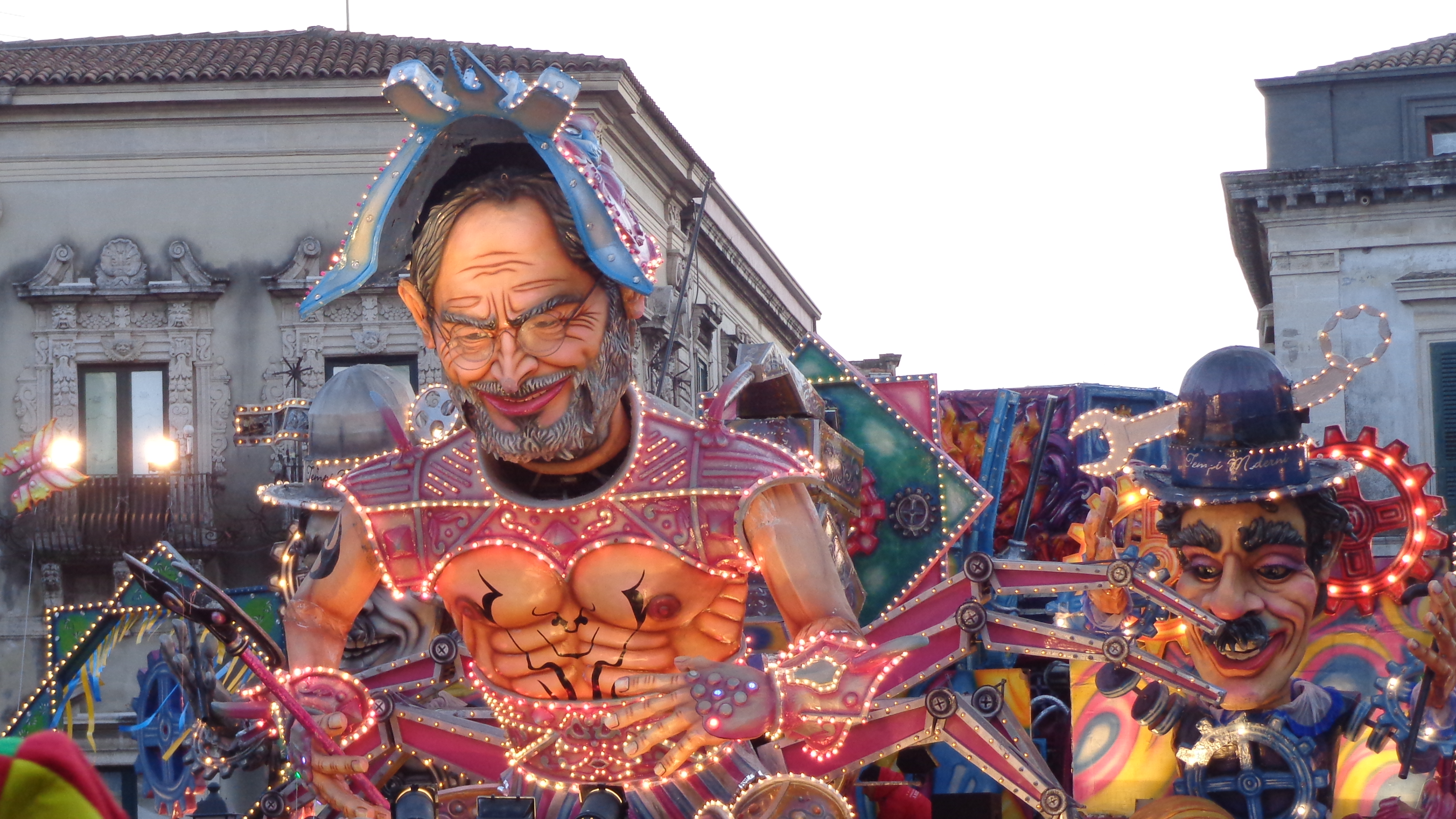
Steve Jobs, particolare del carro allegorico «The Future Progress In»